# Буське князівство
Буське князівство — західноруське удільне князівство династії Рюриковичів із центром у Бужеську, що існувало у ХІ — ХІІ ст. у верхів'ях Західного Бугу на межі галицьких та волинських володінь.

## Історичні відомості
У 1100 році Бужеськ став столицею удільного князівства, а правителем міста став позбавлений володимирського престолу князь Давид Ігорович. Львівський історик Леонтій Войтович ставить під сумнів князівсько-адміністративний статус Бужеська наприкінці ХІ ст., а столицю уділу Давида Ігоровича розміщує у волинському городі Дорогобужі. У такому випадку першим «номінально» Буським князем був не Давид, а інший волинський князь — Володимир Андрійович.
У середині ХІІ ст. Волинська земля перебувала під правлінням старшої гілки Мономаховичів, лідер якої — Ізяслав Мстиславич (1097—1154) — вів боротьбу за Київ зі своїм дядьком — суздальським князем Юрієм Долгоруким (1090—1157).
Галицький князь Володимирко Володарович (1104—1153) уклав союз із Юрієм Долгоруким, скріпивши його шлюбом сина Ярослава (1130—1187) з Ольгою Юріївною, та підтримував свого свата в його походах на Волинь. Здобувши навесні 1151 р. Бужеськ, галицький князь вирішив поставити в Буській волості окремого князя. Ним став 1151 волинський князь Володимир Андрійович (?-1170), завданням якого була оборона волості від волинських військ.
У 1146, ставши великим князем київським, Ізяслав Мстиславич передав Володимиру Андрійовичу батьківський стіл у Володимирі на Волині. Але, втративши Київ, Ізяслав сам повернувся на Волинь. Зрозуміло, що Володимир Андрійович, який вважав Волинь батьківською спадщиною, був ображений і відразу почав шукати допомоги в противників Ізяслава. Він утік до звенигородського й галицького князя Володимирка Володаревича, а невдовзі закріпив своє становище шлюбом із донькою лідера чернігівських Ольговичів сіверського князя Святослава Ольговича. Буське князівство він розглядав як початок відвоювання Волині. Але закріпитися там йому не вдалося. Через кілька тижнів після наступу волинських військ, які отримали підтримку з Угорщини від короля Гейзи II (одруженого зі сестрою Ізяслава Єфросинією), він утік із Буська до Юрія Довгорукого в Київ. Згодом маневрував між Юрієм Довгоруким та Ізяславом Мстиславичем, торгуючись за різні волинські волості, доки не утвердився в Дорогобужі у 1156. Але надія повернути собі Волинь ніколи його не покидала. Тому у 1169 він узяв участь у поході на Київ суздальського князя Андрія Боголюбського (1110—1174). Перший князь Буська помер 28 січня 1170, його поховали в Києві поруч із батьком, проте після участі в погромі столиці дружинники не ризикнули супроводжувати його труну, і вдова ввійшла в столицю тільки в супроводі ченців і кількох слуг.
Син і наступник Володимирка Ярослав Осмомисл (1130—1187) повернув Буськ волинським Ізяславичам: Мстислав Ізяславич тримав Володимир, Ярослав Ізяславич — Лучеськ, Ярополк-Стефан Ізяславич — Шумськ. Після відновлення галицько-волинського союзу 1157 р. Ярополк Стефан став іще й князем буським. Він підтримував старшого брата в боротьбі за Київ.
Ярополк Стефан Ізяславич помер 7 березня 1168 р. Княгиню Марію з єдиним сином Васильком, який народився бл. 1151 р., перевели в Михайлів на Пороссі, а після його втрати вони повернулися в Буськ або Шумськ.
13 серпня 1170 р. у Володимирі помер Мстислав Ізяславич, який домовився з братом Ярославом, що той залишить його синів на Західній Волині. Старший престол перейшов із Володимира в Луцьк, окрім того, Ярослав вирішив також усю Східну Волинь залишити за своїми синами, а Західну — розділити між синами Мстислава та Ярополка. Близько 1180 р. він утворив Белзьке князівство, об'єднавши давні землі бужан і черв'ян та перемістивши їх центр у Белз, який перебував посередині цих земель. Белзьке князівство отримав Всеволод Мстиславич, а Василько Ярополчич став князем дорогичинським, де невдовзі й помер 1182 року.
Буськ став центром волості Белзького князівства, історія якого виявилася бурхливішою і цікавішою та тривала до 1462 р., коли після згасання місцевої династії його територію анексував польський монарх. Відтак Белзьке князівство перетворилося на Белзьке воєводство, центром повіту якого став Буськ.